# Könige der Sonne
Könige der Sonne ist ein US-amerikanischer Abenteuerfilm von J. Lee Thompson, inszeniert im Jahr 1963. Uraufgeführt wurde der Film am 18. Dezember 1963. In Deutschland erschien der Film schon zwei Tage später, am 20. Dezember 1963, in den Kinos.

## Handlung
Die gefürchteten Krieger unter der Führung von Hunac Ceel dringen in die Gebiete der Maya vor. Bei den Kämpfen wird der König der Maya getötet. Sein Sohn Balam wird sein Nachfolger und führt sein Volk, gegen den Einspruch des Hohepriesters Ah Min, zur Küste. Die feindlichen Krieger drängen nach und zwingen die Maya, über das Meer zu fliehen.
Sie erreichen Nordamerika, wo sie sich in Frieden ansiedeln wollen. Doch schon bald werden sie von einem benachbarten Indianerstamm unter der Führung von Black Eagle angegriffen. Im Kampf mit Balam wird der Indianer verwundet und gefangen genommen. Balams Verlobte Ixchel pflegt Black Eagle wieder gesund. Balam kann die Opferung Black Eagles verhindern. Die beiden werden Freunde, sie beschließen, dass ihre Stämme in Frieden nebeneinander leben sollen.
Unterdessen sind die Krieger Hunac Ceels, die die Maya-Zivilisation zerstören wollen, nach Nordamerika gelangt. Sie greifen die Maya an, doch diesmal werden die Eindringlinge, mit der Hilfe von Black Eagles Stamm, geschlagen. Bei dem Kampf rettet Black Eagle seinem Freund Balam das Leben und wird dabei getötet.

## Kritiken
Das Lexikon des internationalen Films bezeichnet den Film als „pseudogeschichtliche Unterhaltung, mit großem materiellem Aufwand, aber ohne Anspruch in Szene gesetzt“.
Die Zeitschrift „Variety“ hob die „kräftige Autorität“ des Hauptdarstellers Brynner hervor. Die Regie wird zwar als „sprunghaft und hinterherhinkend“ bezeichnet, doch seien die Kampfszenen mit großem „Elan und Phantasie“ gestaltet.
Die New York Times stand dem ganzen Film negativ gegenüber: „J. Lee Thompson, der Regisseur der im letzten Jahr den ahnungslosen Kinobesuchern zur Weihnachtszeit ‚Taras Bulba‘ unterschob, schlug wieder zu.“

## Hintergrund
Der Film der Mirisch Corporation wurde komplett in Mexiko gedreht. Drehorte waren die Tempelanlage Chichén Itzá auf der Halbinsel Yucatán, die Stadt Mazatlán am Pazifik, sowie die Churubusu-Studios in Mexiko-Stadt.
In der Originalfassung ist James Coburn als Erzähler zu hören.